# Giorgio Petracchi
Giorgio Petracchi (1940–), olasz történész, közgazdász, a nemzetközi kapcsolatok történetének professzora az Udinei Egyetemen. (Nemzetközi Kommunikáció és Európai Tanulmányok szakirány)

## Tagságok
- Olasz–Orosz Tudományos Bizottság: olasz–orosz diplomáciai dokumentumok (1861-1961) gyűjteményének publikálása. Külügyminisztérium, Róma
- Tudományos Bizottság „Memorie Domenicane” Firenze, Nerbini
- A Pistoiai Prefektus Megyei Bizottsága (a Köztársaság kultúrájának hangsúlyozása EU-s viszonylatban).
- Association Internationale Contemporaine del'Europe
- Nemzetközi kapcsolatok Történetének Bizottsága
- Olasz–Magyar Történészek Bizottsága
- Tudományos Bizottság „Új, kortárs történelem”
- CARIPT Alapítvány
- Közép-Európai Kulturális Találkozók Intézete, (ICM, Gorizia)

## Vendégprofesszor
- Jagellonica Egyetem (Krakkó, 1991)
- Pécsi Egyetem (1993)

## Fontosabb publikációk
- Háborús és forradalmi diplomácia. Olaszország és Oroszország 1916. októbertől 1917. márciusig, Bologna, Il Mulino 1974, pref. R. Mosca, pp. 190
- A forradalmi Oroszország az olasz politikában, Az olasz-szovjet kapcsolatok 1917-1925, Pref. R. De Felice, Roma-Bari, Laterza 1982, pp. 360
- Intelligence americana e patrioti sulla Linea Gotica, Foggia, Bastogi 1992, pp. 220
- Szentpétervártól Rómáig. Az olasz diplomácia Oroszországban 1861-1941, Roma, Bonacci 1993, pp. 544
- „Régmúlt idők”. Honfitársak és szövetségesek a Gót Vonalról, 1943-1945, Milano, Mursia 1996, pp. 246
- Pistoia története a forradalmak idején 1777-1940, Vol. IV (a cura di), Le Monnier, Firenze 2002, pp. 776
- "Éljen Kossuth!" – 1848–49 Olaszországának politikai mítosza, Korunk, 1999. január. Online hozzáférés